# Alexander Marschall von Bieberstein

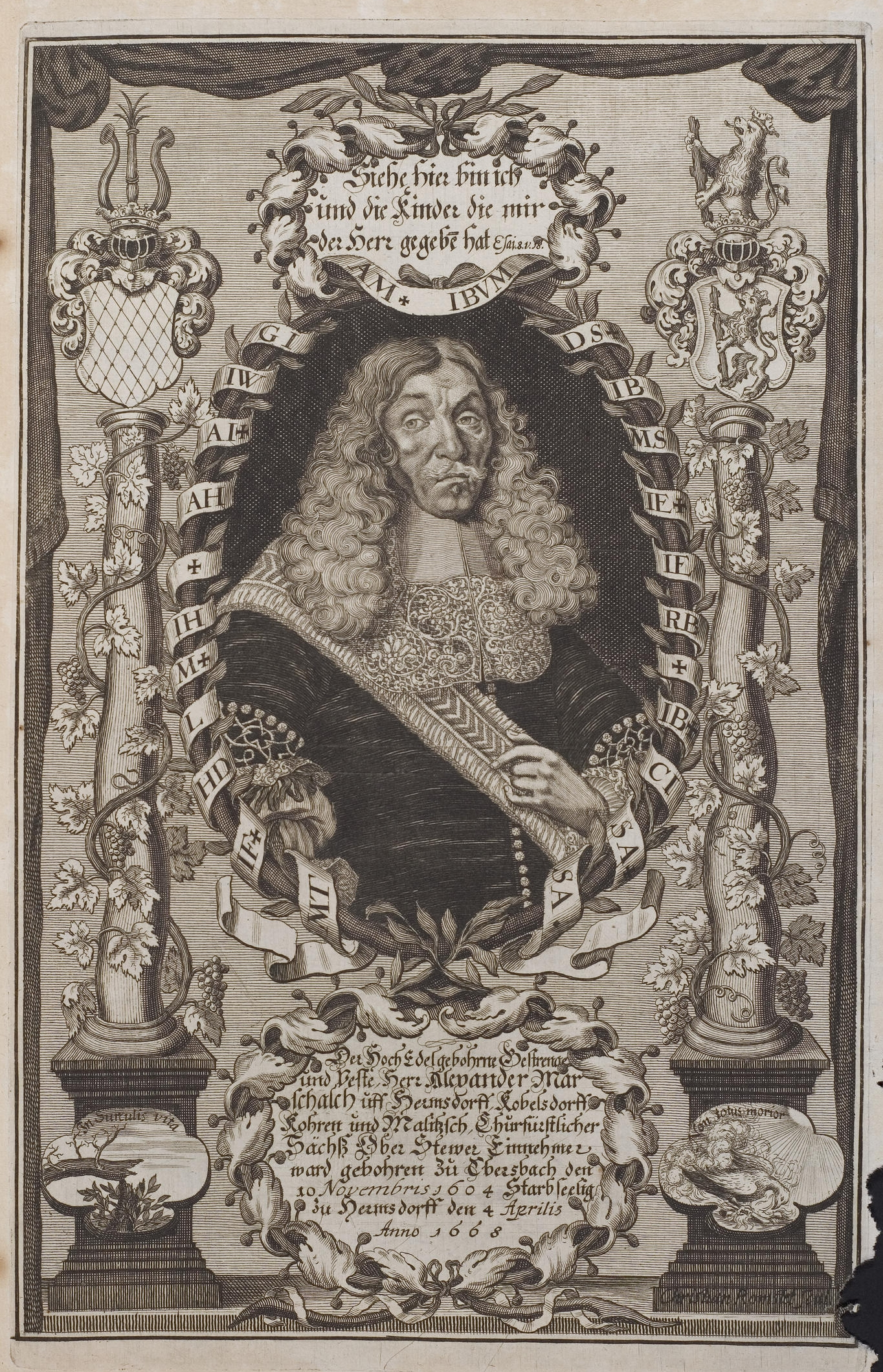
Alexander Marschall von Bieberstein, Kupferstich von Christian Romstet

Alexander Marschall von Bieberstein (* 19. November 1604 in Otzdorf; † 4. April 1668 in Hermsdorf bei Döbeln) war Gutsbesitzer, kursächsischer Rat und Obersteuereinnehmer.

## Leben
Er war der Sohn des Hiob (Job) Marschall von Bieberstein und dessen Ehefrau Barbara von der Sahla aus dem Hause Schönfeld. Bis zu seinem 16. Lebensjahr wuchs er im elterlichen Hause auf und erhielt dort Unterricht. 1620 trat er mit dem Ziel einer militärischen Karriere nach dem Vorbild des Vaters in Lothringen in kaiserliche Kriegsdienste und nahm an mehreren Belagerungen und Feldschlachten teil.
1624 wurde er von seinem kränklichen Vater nach Hause gerufen; der Vater verstarb bald darauf (im Herbst 1624), und Alexander übernahm – zusammen mit seinem ältesten Bruder Georg Ulrich Marschall von Bieberstein (sechs weitere Brüder waren in Kriegsdiensten unterwegs und nicht erreichbar) – die Verwaltung der väterlichen Güter; im Rahmen der anschließenden Erbteilung fiel Alexander das Gut Ebersbach bei Döbeln zu. Trotz der schwierigen Kriegszeiten gelang es ihm, sein Gut zu entschulden und sogar Gewinn zu erwirtschaften, so dass er die von seinem Vater verpfändeten Rittergüter Hermsdorf (das er später zu seinem Hauptsitz macht), Kobelsdorf und Mahlitzsch, alle bei Döbeln gelegen, wieder auslösen konnte.
Neben der Verwaltung seiner Güter (die mehrfach infolge des Krieges geplündert, zwei Güter sogar vollkommen eingeäschert wurden) und der Erziehung seiner Kinder stellte sich Alexander auch für öffentliche Dienste zur Verfügung. 1640 wurde er in den Weiten und nach dem Dreißigjährigen Krieg 1653 in den Engeren Rat des Kurfürsten von Sachsen Johann Georg I. berufen. 1664 erfolgte unter Johann Georg II. die Einsetzung in das Amt des Obersteuereinnehmers, das er trotz starker körperlicher Beschwerden gewissenhaft versah.
Am 4. April 1668 starb er zu Hermsdorf und wurde am Himmelfahrtstag, 30. April 1668 in der Nikolaikirche von Döbeln bestattet.

## Familie
Zu Fastnacht 1625 heiratete er Johanna Barbara von Milckau, Tochter des kurfürstlich sächsischen Oberstleutnants und Hauptmanns der Ämter Lichtenberg, Senftenberg und Schweidnitz Hiob von Milckau auf Dallwitz und der Dorothea von Goldochs. Aus dieser Ehe gingen 22 Kinder (elf Söhne und elf Töchter) hervor, von denen zwölf Kinder ihn überlebten. Zu diesen gehören:
- Dorothea Susanne (* 16. März 1628; † 26. Oktober 1662) ⚭ 1660 Lebrecht von Bröck, Kammerjunker
- Magdalena Sophia (* 1. September 1631; † 1. August 1660) ⚭ Georg Heinrich von Luckow auf Roitzsch
- Johanna Elisabeth ⚭ N.N. von Kospoth, Leutnant
- Rahel Brigitte († 1681) ⚭ Johann Friedrich Peißteln
- Christina Johanna ⚭ Hans Haubold von Liebenau, Kammerjunker und Hauptmann
- Sophie Augusta ⚭ Johannes Bruno von Pöllnitz
- Georg Job (* 23. Dezember 1625; † 15. Oktober 1683) ⚭ 1653 Sibylle von Ende
- Joachim Wilhelm  (* 12. Januar 1627; † 5. März 1691)

⚭ 1658 Armgard von Hahn († 21. August 1684)
⚭ 1685 Catharina Elisabeth von Kardorff
- Alexander Haubold Marschall von Bieberstein (* 1635; † 1694), Obrist
- Leonhard, Kammerjunker ⚭ Hedwig von Sebottendorf aus Rottwerndorff
- Hans Dietrich (* 30. September 1643; † 23. Oktober 1687)

⚭ 1668 Anna Magdalena von Hartitzsch († 1680)
⚭ 1681 Armgard von Hahn
- Moritz Thamm (* 11. März 1645; † 22. Januar 1702)

⚭ 1668 Magdalene Sibylle von Bünau († 19. Januar 1677)
⚭ 1681 Johanna Magdalena von Ende-Ehrenberg